# ريتشارد بويد
ريتشارد بويد (بالإنجليزية: Richard Boyd)‏ هو فيلسوف أمريكي، ولد في 19 مايو 1942 في واشنطن العاصمة في الولايات المتحدة.